# Серийные убийства в Новом Орлеане
Серийные убийства в Новом Орлеане — серия убийств девушек, женщин и молодых мужчин, совершённых в период с 4 августа 1991 года по 6 мая 1995 года на территории города Новый Орлеан в американском штате Луизиана. Большинство из жертв были замечены в занятии проституцией и страдали наркотической зависимостью. В ходе дальнейшего расследования в число подозреваемых в убийстве попали несколько человек, один из которых впоследствии были признан виновным за совершение одного из убийств, вследствие чего появилась версия, что убийства в Новом Орлеане в действительности были совершены несколькими преступниками.

## Хронология событий
В качестве жертв преступник в основном выбирал девушек и женщин афроамериканского происхождения, находящихся в возрасте от 17 до 42 лет. Пятеро из жертв были мужчинами-трансгендерами, которых преступник вероятно вследствие ошибки принимал за девушек. Большинство из жертв были задушены, в то время как ряд других жертв были избиты и утоплены в водах каналов и рек. Тела убитых преступник сбрасывал в болота, реки и каналы, расположенные вдоль автомобильных дорог, граничащих с западными берегами озера Пончартрен. Из-за укромного расположения мест сброса, трупы убитых к моменту обнаружения находились в водах от нескольких недель до нескольких лет, вследствие чего были обнаружены в крайней степени разложения, в результате чего все улики, изобличающие преступника в совершении убийств были уничтожены, а личности ряда жертв так никогда и не были опознаны.
По версия следствия серия преступлений началась летом 1991 года после того, как в полицию обратилась молодая афроамериканка с заявлением о нападении и попытке убийства. Согласно показаниям девушки, в июле того же года она села в автомобиль неизвестного мужчины в районе Нового Орлеана под названием «Алжир», после чего он в ходе разговора с ней совершил на нее нападение и попытку ее удушения, в результате чего она потеряла сознание и была сброшена на одной из улиц в темное время суток. Настоящее имя девушки не разглашалось общественности и она проходила в материалах уголовного дела под кодовым именем «Бренда». Во время дачи показаний, «Бренда» дала полиции описание внешности преступника, на основании чего был составлен его фоторобот. Пострадавшая описала подозреваемого как опрятного, хорошо одетого чернокожего мужчину среднего возраста, который имел мускулистое телосложение и передвигался на автомобиле тёмного цвета предположительно Buick Regal или Chevrolet Monte Carlo.
4 августа 1991 года была убита 17-летняя Даниэль Бриттон. Ее тело было обнаружено в канаве, покрытой мусором недалеко от того места, где была похищена «Бренда». В ходе судебно-медицинской экспертизы было установлено, что Бриттон была избита и задушена. В ходе расследования выяснилось, что жертва незадолго до своей гибели бросила школу и в последний раз была замечена живой в одном из баров Нового Орлеана рядом с мужчиной, личность которого установить не удалось. Род деятельности Даниэль Бриттон на тот момент установить не удалось, но за занятием проституцией и принятием наркотических средств она замечена не была.
3 сентября 1991 года было найдено тело 21-летней Тайры Тассин. Она имела троих сыновей и ранее подвергалась арестам по обвинению в хранении наркотиков.
21 сентября 1991 года в одном из парков Нового Орлеана, всего в одной миле от места обнаружения тела Бриттон, было найдено тело 28-летней Шарлин Прайс. По результатам судебно-медицинской экспертизы удалось установить что девушка была избита и задушена. Шарлин Прайс страдала наркотической зависиомостью, но не была замечена в занятии проституцией.
21 ноября 1991 года было обнаружено тело 37-летней Реджины Око. Женщина была задушена. В ходе судебно-медицинской экспертизы было установлено, что перед смертью жертва убийства приняла большую дозу кокаина, которая могла вызвать передозировку. Реджина Око вела маргинальный образ жизни, будучи матерью троих детей, она несколько раз в течение жизни подвергалась арестам за занятие проституцией.
14 декабря того же года в одной из канав недалеко от одного из шоссе были обнаружены скелетированные останки. В ходе судебно-медицинской экспертизы удалось установить, что останки принадлежали молодой девушке афроамериканского происхождение, находившейся на момент смерти в возрасте около 20 лет и имевшей рост 157 см. Несмотря на наличие характерной особенности ее внешности — сильно выступающие вперед передние зубы, личность убитой впоследствии так и не удалось установить. Жертва в материалах уголовного дела проходила под кодовым именем «Джейн Доу № 1» и предположительной причиной ее смерти было объявлено удушение. Тело было обнаружено недалеко от того места, где было обнаружено тело Даниэль Бриттон.
4 января 1992 года в канаве под эстакадой шоссе было обнаружено тело 29-летней Лидии Мэдисон, которая имела несколько арестов по обвинению в хранении наркотических средств и несколько арестов по обвинению в занятии проституцией. Причиной ее смерти также было объявлено удушение.
2 июня 1992 года было обнаружено тело 25-летнего Джорджа Уильямс. Труп Уильямса находился в водно-болотных угодьях под названием LaBranche Wetland на территории прихода Сент-Чарльз. В ходе судебно-медицинской экспертизы было установлено, что Уильямс был задушен. Во время расследования полицией было также установлено что погибший являлся трансгендером, имел женские черты внешности и работал в качестве экзотической танцовщицы в одном из ночных клубов Нового Орлеана. Как и предыдущие жертвы преступника Уильямс увлекался наркотическими средствами и в течение жизни подвергался арестам за совершение ограбления и по обвинению в хранении наркотиков.
25 июля того же года в водах одного из каналов, расположенных рядом с межштатной автомагистралью I-55 было найдено тело 33-летнего Ноя Филсона. Как и Джордж Уильямс, Ной Филсон был трансгендером, работал в качестве экзотической танцовщицы в одном из ночных клубов Нового Орлеана и был известен в определенных кругах под именем Бренда Бьювитч.
21 сентября 1992 года в водах другого канала рядом с одним из шоссе были обнаружены останки 29-летней Реджитер Мартин. Погибшая вела маргинальный образ жизни. Женщина имела троих детей, была замечена в занятии проституцией и несколько раз подвергалась арестам.
20 февраля 1993 года в водах канала недалеко от пригорода Нового Орлеана под названием Ханвилл были обнаружены скелетированные останки 30-летней Шерил Льюис. По результатам судебно-медицинской экспертизы причиной ее смерти было объявлено удушение. Девушка как и большинство предыдущих жертв серийного убийцы вела маргинальный образ жизни. Она имела четырех детей, но была замечена в увлечении наркотическими средствами и занятии проституцией. В ходе расследования полицией было установлено, что в последний раз Шерил Льюис была замечена живой 2 февраля 1993 года. Свидетели сообщили полиции, что Льюис села в автомобиль, за рулем которой находился неизвестный им мужчина белого цвета кожи кожи.
На следующий день, 21 февраля также в водах одного из каналов рядом с одним из шоссе было обнаружено тело 42-летней Долорес Мак. Место обнаружения трупа находилось на расстоянии 238 метров к северу от того места, где накануне было найдено тело Шерил Льюис. Причиной смерти Мак было объявлено удушение. В отличие от большинства предыдущих жертв, Делорес Мак не была замечена в занятии проституции и не увлекалась наркотическими веществами.
В этот период по версии следствия серийный убийца совершил еще несколько убийств, но по различным стечениям обстоятельств, тела жертв были обнаружены только в начале 1994 года. Так 5 февраля 1994 года на территории прихода Сент-Джон-те-Баптист были обнаружены скелетированные останки девушки. По результатам судебно-медицинской экспертизы удалось установить, что останки принадлежали молодой девушке, находящейся на момент гибели в возрасте от 25 до 35 лет. Причиной ее смерти предположительно было объявлено удушение, но ее личность впоследствии установить не удалось и она проходила в материалах уголовного дела как «Джейн Доу № 2».
Через несколько дней, 10 февраля того же года были обнаружены еще одни скелетированные останки. Судебно-медицинская экспертиза постановила, что останки принадлежали молодой девушке, которой на момент гибели было от 15 до 17 лет. Из-за крайней степени разложения останков трупа ее личность также не удалось установить и в ходе дальнейшего расследования она также проходила в уголовном деле как «Джейн Доу № 3». 13 февраля 1994 года в небольшом пруду рядом с водосбросом Боннет Карре Спилуэй было обнаружено тело 25-летней Стефани Мюррей. Через два дня, 15 февраля 1994 года были обнаружены скелетированные останки еще одной девушки, личность которой впоследствии так никогда и не была установлена.
2 апреля 1994 года в водах одного из каналов были найдены скелетированные останки сразу двух тел. В ходе судебно-медицинской экспертизы было установлено, что останки принадлежат молодой девушке и молодому мужчине. Из-за крайней степени разложения, личности убитых идентифицировать в ходе дальнейшего расследования не удалось и они проходили в материалах уголовного дела как «Джейн Доу № 5» и «Джон Доу № 1».
3 июля 1994 года было обнаружено тело 32-летней Мишель Фостер, которая незадолго до этого пропала без вести в Новом Орлеане. 19 октября 1994 года в лесистой местности недалеко от шоссе в черте города Бридж-Сити были найдены скелетированные останки женщины, личность которой впоследствии была идентифицирована. Убитой оказалась 28-летняя Стефани Браун. Девушка вела законопослушный образ жизни и никогда не привлекалась к уголовной ответственности.
22 января 1995 года 29-летняя Ванда Форд из Нового Орлеана была найдена мёртвой в болоте рядом с межштатной автомагистралью I-55. Форд являлась матерью троих детей, но вела маргинальный образ жизни. В течение жизни девушка неоднократно подвергалась арестам по обвинению в совершении кражи и была замечена в увлечении наркотическими веществами. На следующий день, 23 января 1995 года было обнаружено тело 39-летней Сандры Уорнер в приходе Святого Иоанна Крестителя.
Через два дня, 25 января 1995 года был обнаружен труп 24-летнего Генри Кельвина, который пропал без вести за несколько месяцев до этого на одной из улиц Нового Орлеана.
24 марта 1995 года полицией были обнаружены очередные женские скелетированные останки в небольшой реке под эстакадой моста на территории прихода Тангипахоа. Судебно-медицинская экспертиза не позволила установить личность жертвы. Убитая проходила в уголовном деле под именем «Джейн Доу № 6». На момент гибели она находилась в возрасте от 25 до 35 лет.
30 апреля 1995 года в болотистой местности, рядом с межштатной автомагистралью I-55 полицией были обнаружены два женских трупа. В ходе расследования личности жертв были идентифицированы. Убитыми оказались 30-летняя Карен Айвестер и 28-летняя Шэрон Робинсон. В ходе судебно-медицинской экспертизы было установлено что Айвестер была задушена. Робинсон, по данным результатам экспертизы перед смертью также была подвергнута избиению и удушению, но в ее легких была обнаружена вода, что свидетельствовало о том, что женщина была утоплена.
6 мая 1995 года на одном из бульваров Нового Орлеана был обнаружено тело 39-летней Сандры Уильямс, которая погибла от удушения, после чего согласно официальной версии расследования, серия убийств прекратилась.
Через одиннадцать месяцев после обнаружения тела Сандры Уильямс, 8 апреля 1996 года полиция обнаружила ещё одни скелетированные останки. По результатам судебно-медицинской экспертизы личность погибшей была установлена. Ею оказалась 39-летняя Лола Портер, которая пропала без вести в 1992 году в одном из пригородов Нового Орлеана. В ходе расследования полицией были опрошены друзья и знакомые Портер, которые заявили о том, что погибшая незадолго до своего исчезновения сожительствовала с мужчиной, имевшим белый цвет кожи, который после исчезновения Лолы Портер скрылся.

## Расследование
В мае 1995 года ФБР, полицией Нового Орлеана и полицией прилегающих к нему приходов для расследования серии убийств была создана целевая группа. В августе 1995 года, во время пресс-конференции, посвященной расследованию, шеф департамента полиции Нового Орлеана Ричард Пеннингтон заявил представителям СМИ о том, что основным подозреваемым в совершении серии убийств является 33-летний Виктор Гант, который на тот момент также работал офицером полиции Нового Орлеана. Во время расследования выяснилось, что Гант состоял в интимной связи с одной из жертв — Шерил Робинсон. В молодости Гант занимался боксом, в свободное время регулярно посещал спортзал, где занимался тяжелой атлетикой и очень хорошо соответствовал фотороботу преступника, созданному в 1991 году на основании показаний первой и официально единственной выжившей жертвы.
Агент ФБР Нил Галлахер заявил представителям СМИ о том, что доказательств причастности Ганта к совершению других убийств пока найдено не было и он является подозреваемым в совершении убийств Робинсон и Карен Айвестер, в то время как адвокат Ганта — Джон Рид — в свою очередь заявил, что Гант непричастен к серии убийств и следствие располагает весьма косвенными доказательствами его виновности.
Уроженец Нового Орлеана, Виктор Гант детство и юность провел в районе города под названием «Алжир», где проживали и были похищены ряд из жертв серийного убийцы. Гант стал офицером полиции в феврале 1980 года. Будучи патрульным полицейским, Гант проводил много времени в кварталах красных фонарей, где в последующие годы он приобрел множество знакомств среди сутенеров, проституток и уличных осведомителей, ведущих криминальный образ жизни. В начале 1990-х Виктор Гант приобрел репутацию коррумпированного полицейского после того, как ряд уличных осведомителей заявили в полицию о том, что Гант вместе с рядом сослуживцев занимаются рэкетом по отношению к сутенерам и другим мелким преступникам. В ходе расследования было установлено что в начале 1990-х Гант познакомился с Шэрон Робинсон, которая вскоре стала его сожительницей. 9 декабря 1994 года Робинсон обратилась в полицию с заявлением о избиении. Согласно её показаниям, Гант ударил её в лицо, разбив ей нос, после чего полиция начала расследование инцидента. Гант отрицал факт избиения женщины, заявив, что в ходе ссоры толкнул её, а она ударилась носом об стул, но его показания были опровергнуты детьми Шэрон Робинсон, которые заявили о том, что стали свидетелями избиения своей матери Виктором. Врач отделения неотложной помощи, который оказывал медицинскую помощь Шэрон Робинсон также заявил полиции о том, что женщина в качестве причины травмы указала избиение. В начале 1995 года было объявлено о назначении дисциплинарной комиссии и дисциплинарного слушания для определения преимущественного права оставления на службе Виктора Ганта. Дисциплинарные слушания начались весной того же года. Во время слушаний члены дисциплинарной комиссии ознакомились с показаниями свидетелей обвинения. Ключевым свидетелем должна была стать Шэрон Робинсон, но 1 мая 1995 года она была найдена убитой. По версии следствия, Гант совершил это убийство, так как у него имелся мотив. Лучшей подругой Робинсон являлась Карен Айвестер. Девушки пропали без вести в один и тот же день и предположительно были убиты одним человеком, так как их трупы были найдены недалеко друг от друга. Согласно показаниям друзей и знакомых убитых, Виктор Гант был знаком с Карен Айвестер, испытывал личную неприязнь по отношению к ней и неоднократно в присутствии свидетелей негативно высказывался в ее адрес. Помимо этого косвенным доказательством его причастности послужил жевательный табак, содержащий слюну, который был обнаружен рядом с трупом Карен Айвестер. Во время расследования, Виктор Гант сдал для проведения ДНК-экспертизы образцы своих биологических жидкостей. Результаты экспертизы были признаны неубедительными, благодаря чему в конечном итоге никаких обвинений Ганту предъявлено не было, хотя он уволен из рядов правоохранительных органов в августе 1996 года.
В августе 1997 года на радиошоу «Шоу Говарда Стерна» позвонил человек, который представился как Клей. Во время телефонного разговора с Говардом Стерном, который транслировался в прямом эфире, неизвестный заявил о том, что он несет ответственность за совершение убийств. Во время разговора, звонивший описал детали совершения более 12 убийств и поведал некоторые детали своей биографии, в частности он заявил, что является белым жителем Нового Орлеана. Интервью с потенциальным серийным убийцей вызвало массовую огласку в СМИ, благодаря чему в последующие дни в студии появились представители ФБР, которые якобы изъяли аудиозаписи разговора с целью установления личности звонившего и его местоположение. В дальнейшие годы факт достоверности происходящего на студии радиошоу подвергался сомнению и многими оспаривался, так как «Шоу Говарда Стерна» регулярно получало массу звонков от людей, заявляющих о совершении многих безумных поступках и чья вменяемость подвергалась сомнению, а сам Говард Стерн был обвинен в имитации телефонного разговора с целью повышения рейтинга своего шоу, однако представители ФБР в дальнейшем заявили, что существует вероятность того, что звонивший так или иначе был связан с серией убийств, так как поведал детали совершения преступлений, на тот момент известных только следствию.
Кроме Виктора Ганта, в число подозреваемых попал ещё один житель Нового Орлеана — Расселл Элвуд. Уроженец города Массильон (штат Огайо), Расселл Элвуд перебрался в Новый Орлеан в 1968 году после окончания школы. На протяжении последующих 30 лет, Элвуд из-за проблем с наркотической зависимостью вынужден был вести маргинальный образ жизни. Он не имел постоянного места жительства, никогда не был женат и в течение жизни сменил ряд профессий. В разные годы он работал фотографом и водителем такси. Вследствие наркотической зависимости в период с 1968 по 1998-й год Элвуд несколько раз подвергался уголовной ответственности по обвинению в хранении наркотических веществ. Большую часть своего свободного времени Расселл проводил в обществе лиц, ведущих маргинальный образ жизни и имеющих низкий социальный статус. Большинство из знакомых Расселла Элвуда характеризовали его как аутсайдера, который в поисках пути благосостояния искал схемы быстрого обогащения, но во всех своих начинаниях не добился успехов. Впервые Элвуд привлек внимание следствия в 1994 году, после того, как он был обнаружен полицией предположительно во время занятия онанизмом в своем автомобиле, припаркованным на обочине дороги, недалеко от того места, где в придорожных каналах с разницей в один день в феврале 1993 года были обнаружены тела 31-летней Шерил Льюис и 42-летней Долорес Мак. Частично раздетого Элвуда вынудили выйти из машины и предъявить водительские права. Элвуд заявил, что остановил автомобиль с целью замены масла, ремонта тормозных колодок и дал согласие на проведение обыска своего автомобиля. Однако сотрудники полиции не обнаружили в его автомобиле моторного масла, расходных материалов для замены масла, масляных фильтров или тормозных колодок. Также ими не было обнаружено фонаря, который был бы необходим для проведения тех видов механического ремонта в неосвещенной местности в ночное время, после чего Рассел Элвуд был подвергнут допросу. Так как согласно выводам криминальных профилеров, серийные убийцы часто возвращаются на места своих преступлений, Эллвуд не был задержан, но был занесен в число подозреваемых. После того, как в мае 1995 года с целью расследования серии убийств была сформирована целевая группа, 23 июля 1997 года полковник Уолтер Т. Горман из офиса шерифа прихода Джефферсон совместно с другими членами целевой группы отправился в город Себринг, штат Флорида, с целью получить показания от Рассела, где он на тот момент проживал совместно со своим пожилым отцом. После того, как его местонахождение было обнаружено, он был осведомлен о своих правах и в течение трех дней дал несколько показаний, которые были записаны на магнитофон. В ходе допросов Элвуд признался в том, что на протяжении своей жизни часто пользовался услугами проституток и был знаком с более чем со 100 девушками. Он также признал, что в разные годы принимал такие наркотические средства как героин, кокаин, крэк, ЛСД, и имел склонность к половым отношениям с темнокожими женщинами. Подозрения в его адрес усилились после того, как он неожиданно признался сотрудникам полиции в том, что ему приснился сон, в котором он уже подвергался допросу полицией по поводу совершения серии убийств. Также он признался в том, что часто посещал места обнаружения тел убитых, однако свою вину в совершении убийств он не признал.
4 августа 1997 года, всего через несколько дней после завершения допросов, 47-летний Рассел Элвуд был арестован за покупку кокаина у офицера полиции, работавшего под прикрытием на территории Себринга. В результате Элвуд был осуждён и получил в качестве уголовного наказания  85 дней лишения свободы, которые он отбывал в окружной тюрьме. Согласно свидетельствам его сокамерников, в этот период  Элвуд сделал ряд заявлений сокамерникам относительно проституток, которых он убил в Новом Орлеане и его различных пригородах. Один из сокамерников, Стэн Хилл, связался с прокуратурой округа и заявил, что Расселл подробно описал ему, как он возил проституток в отдаленные районы города, предлагал им большие дозы наркотических средств, вызывавшие передозировку, после чего душил и сбрасывал их тела. Ряд других заключенных стали свидетелями драки между Элвудом и другим заключенным, во время которой Рассел якобы заявил: «Да, я убил эту ниггерскую суку. Тебя я тоже убью».
Другой заключённый, Стивен Майкл Бьюссер заявил полиции о том, что Элвуд  утверждал, что его разыскивают за убийство более 60 проституток на территории штата Луизиана и описал ему подробности совершения одного из убийств, во время которого была убита молодая афроамериканка.
После освобождения Расселл Элвуд переехал в город Кантон, штат Огайо, где проживал его брат, который предложил ему высокооплачиваемую работу. На основании показаний Стэна Хилла, целевая группа разыскала его и повторно допросила. На допросе присутствовал Рон Камден, сотрудник отдела по расследованию убийств Департамента полиции Цинциннати с 27-летним стажем. Во время этого допроса Элвуд изначально отрицал, что признавался сокамерникам, в том числе Стэну Хиллу в совершении убийств, однако, после того как ему продемонстрировали аудиозапись, содержащую показания Стэна Хилла, Элвуд признался Рону Камдену в том, что действительно сделал это заявление Стэну Хиллу. Рон Камден свидетельствовал впоследствии о том, что Рассел также признался ему в совершении убийства темнокожей девушки, труп которой он сбросил в канал. Аудиозапись этого признания отсутствовала, сам Рассел Эллвуд отрицал факт того, что давал признательные показания Камдену в совершении этого убийства. Во время этих допросов он отказывался дать рациональное объяснение своим показаниям, данные им своим сокамерникам и заявил о наличии у него психического расстройства. Ему пригрозили задержанием, потому как ему грозила судебно-психиатрическая экспертиза для установления степени его вменяемости. Эллвуд потребовал прекращения допросов и заявил о своём желании покинуть штат огайо и вернуться в Новый Орлеан с целью посещения своего адвоката и с целью получить психиатрическую помощь на территории штата Луизиана, но ему было отказано, после чего Рассел дал признательные показания в совершении убийств Шерил Льюис и Делорес Мак, однако он отказался чтобы его показания были записаны на аудиоплёнку и впоследствии всячески отрицал свою причастность к этим убийствам.
В конечном итоге Рассел Эллвуд снова был отпущен. В январе 1998 года он покинул территорию штата Огайо и вернулся в Новый Орлеан. 16 января того же года во время одной из поездок он был остановлен сотрудниками дорожной полиции из-за превышения скорости. Ему был назначен судебный процесс для рассмотрения дела о лишении его водительских прав, но он не явился на суд и впоследствии был арестован по обвинению в неуважении к суду. В конечном итоге Элвуд был осужден и ему было назначено уголовное наказание в виде лишения свободы сроком на 120 дней. Во время заключения, 4 марта 1998 года Расселу Элвуду были предъявлены обвинения в совершении убийств Шерил Льюис и Долорес Мак.
На судебном процессе, который открылся 8 июня 1999 года, не было доказано что на момент совершения убийств Рассел Элвуд находился на территории Нового Орлеана, против него не существовало явных улик, изобличающих его в совершении преступлений. На судебных заседаниях в качестве свидетелей обвинений выступили ряд его бывших сокамерников, которые заявили суду что Элвуд признавался им в совершении убийств, а также ряд девушек, занимавшихся проституцией, которые заявили что в разные годы Элвуд был их клиентом и совершал на них нападения. Так Дайан Гиллиам, бывшая проститутка, заявила суду, что знала Элвуда с начала 1990-х годов и периодически с ним встречалась. Согласно её показаниям, в 1992 году, во время одного из свиданий, Рассел будучи в состоянии наркотического опьянения совершил на неё нападение, во время которого избил её и совершил попытку ее удушения, после чего она потеряла сознание. Гиллиам заявила, что проснувшись, обнаружила себя в луже крови в незнакомой лесной местности. Проезжавший мимо автомобилист подобрал её и доставил её в мотель, где она проживала на тот момент. Гиллиам не сообщала об инциденте в полицию, потому что была проституткой и ранее подвергалась уголовной ответственности.
Другая девушка, Навасса Ричмонд, бывшая стриптизерша и проститутка,  в свою очередь заявила, что также дважды подвергалась избиению и нападению со стороны Элвуда, во время которых он также будучи в состоянии наркотического опьянения совершал попытки их удушения. Джени Стоукс, бывшая проститутка, рассказала суду о том, что она впервые встретила Элвуда в 1992 или 1993 годах на бензоколонке Snell's в городе Марреро, штат Луизиана, когда он работал таксистом. Стоукс заявила, что Расселл угостил ее обедом и вызвал у нее симпатию. Согласно ее свидетельствам, он отвез ее до дома, где предложил ей употребить немного кокаина. После совместного употребления наркотиков, Элвуд избил девушку, но ей удалось вырваться от него и покинуть его автомобиль. Свидетельница пояснила, что  не сообщала об инциденте в полицию, потому что она была наркозависимой. Антуанетта Рейни, которая работала наркоторговцем в Новом Орлеане также выступила на судебном процессе в качестве свидетеля обвинения. Женщина заявила о том, что Рассел Элвуд был ее постоянным клиентом и поведала суду об одном инциденте, во время которого Элвуд ограбил ее, под угрозой оружия вынудил ее сесть в свой автомобиль, после чего отвез ее под эстакаду одного из мостов, где избил её и совершил изнасилование, во время которого угрожал ей убийством. Антуанетта Рейни смогла сбежать от Элвуда и остаться в живых, но также не обратилась в полицию, так как вела криминальный образ жизни.
На суде три свидетеля заявили, что видели обвиняемого с Шерил Льюис, незадолго до ее исчезновения. Согласно показаниям Дениз Сандерс, которая была лучшей подругой Льюис, она видела Шерил за три дня до того, как ее объявили пропавшей без вести вместе с Элвудом, который находился за рулем своего автомобиля. Сандерс сообщила, что в свое время скрыла эту информацию от полиции во время расследования, потому как  была торговцем наркотиками. Вторым свидетелем была Антуанетта Холмс, которая жила неподалеку от  Шерил Льюис. Согласно ее показаниям, в последний раз Холмс видела Льюис в ресторане Time Saver на территории города Бридж-Сити за две недели до того, как она была объявлена пропавшей без вести. Льюис стояла между двумя припаркованными автомобилями и разговаривала с одним из водителей. На судебном процессе девушка идентифицировала Рассела Элвуда как водителя автомобиля, который в тот день разговаривал с Льюис. Вайнвеар Генри была двоюродной сестрой Шерил Льюис. Девушка заявила, что в последний раз видела сестру в отеле рядом с шоссе в городе Эйвондейл, штат Луизиана. Льюис находилась с человеком, которого Генри на судебном процессе опознала как Рассела Элвуда. Согласно её показаниям, Льюис заявила Генри, что она и Элвуд направляются по дороге в пригород Нового Орлеана, где на территории которого в конечном итоге было позже найдено её тело. Генри засвидетельствовала, что она не сообщала полиции эту информацию раньше, потому что на тот момент находилась в розыске за совершение незначительных правонарушений.
Сам Рассел Элвуд на суде отрицал факт знакомства с погибшими и отрицал свою причастность к совершению убийств, хотя и не смог предоставить алиби на момент их совершения. Мать Шерил Льюис в свою очередь признала тот факт, что ее дочь страдала наркотической зависимостью и занималась проституцией, но заявила что никогда не видела Рассела Элвуда рядом со своей дочерью. Элвуд и его адвокаты доказывали, что на момент совершения убийств Рассел отсутствовал на территории Нового Орлеана и находился на территории штата Огайо в доме родственников. Элвуд был известен скрупулезным хранением документов, после его ареста полиция изъяла у него множество документов, в том числе различные квитанции, по которым существовала возможность отследить его местонахождение в тот или иной момент времени, однако квитанции, свидетельствующие о его нахождении на территории штата Огайо в период с января по март 1993 года — загадочным образом пропали. Адвокаты обвиняемого подали ходатайство о проведении тестирования на полиграфе Сью Рашинг, руководителя целевой группы по расследованию серийных убийств в Новом Орлеане, которое было удовлетворено. В ходе тестирования Сью Рашинг не смогла ответить на ряд вопросов относительно пропажи квитанций Рассела Элвуда. Результаты тестирования были признаны неубедительными, благодаря чему виновность Элвуда стала подвергаться сомнению и многими оспаривалась. В конечном итоге обвинение в совершении убийства Долорес Мак с Рассела Элвуда было снято, но на основании весьма косвенных улик и не совсем достоверных показаний, 49-летний Рассел Элвуд был признан виновным по обвинению в совершении убийства Шерил Льюис, вследствие чего 17 августа 1999 года суд приговорил его к пожизненному лишению свободы без права на условно-досрочное освобождение.
В последующие годы все убийства, кроме убийства Шерил Льюис, остались нераскрытыми.  Рассел Элвуд остался в числе подозреваемых  в совершении других убийств, но никаких других обвинений ему в дальнейшем предъявлено не было. Виктор Гант после увольнения из рядов правоохранительных органов покинул Новый Орлеан и переехал в Атланту, штат Джорджия. В 2016 году стало известно, что он по-прежнему входит в список подозреваемых.